# 泊神社棟札
泊神社棟札（とまりじんじゃむねふだ）とは、宮本伊織が1653年（承応2年）に泊神社（兵庫県加古川市加古川町木村）に奉納した棟札。

## 概要
宮本伊織は出身地の米田天神社と泊神社の社殿再建の願主となっており、再建後に石灯篭・三十六歌仙の額とともに、奉納されたもの。
同神社の、1960年（昭和35年）頃の社殿屋根の修復工事をした際に、同一内容の物が2箇所から再発見されたものであるが、少なくとも1916年（大正5年）発行の『印南郡誌』には全文が活字化されている。
中には田原家の由来、宮本武蔵が作州の神免なる者の死後、養子となり、後に宮本へ改氏をした事などが記載されている。

## 内容
余（伊織）の先祖は62代の村上天皇の第七王子の具平親王の系列で、赤松氏の出である。
先祖の刑部大夫持貞の時、運がふるわなかった。故に、その顕氏（赤松）を避けて、
田原に改称して、播州印南郡米田村に住み、子孫代々ここに産まれた。
曽祖父は、左京大夫貞光といい、祖父は家貞といい、父は久光といい、貞光以来、相継いで、小寺それがしの麾下（家来）に属してきた。
故に、今も筑前に於いて子孫を見る。
作州に神免なる者がいたが、天正の間、あと嗣ぎが無いまま、筑前秋月城で亡くなった。
遺を受け家を継承したのを、武蔵掾玄信といい、後に宮本と氏を改めた。
また（武蔵にも）子が無いため、余が養子となった。
ゆえに余は今はその氏（宮本）を称している。
余の結髪（元服）の頃、元和年間に、信州出身の小笠原右近大夫源忠政と、播州明石で主として関わり、今また豊前の小倉で従っている。
木村・加古川・西宿村・船木村・西河原村・友澤村・稻屋村・古新村・上新村・米堕・中嶋・鹽市（と枝村の今在家村・小畠村・奥野村・小河原村）・今市、総17村の氏神を、泊大明神と呼び奉っている。
古くからの伝えに云う所、紀伊の日前神を勧請し奉っている。
しかも、米田には、また別に菅神を崇っているのである。
近頃二社ともに、ほとんどくずれ朽ちている。
余の一族は深く嘆いている。
故に、一つは君主の家の運栄久を奉祈し、一つには父祖世々の先志を慰めたいと欲する。
しかるに謹んで告げる。家兄の田原吉久・弟の小原玄昌、及び田原正久などと、匠の技をしたがえて事をなし、今ここに新しい二社を得た。
その神の威厳を人が天から得るにおいて、具えることは一つも無い。
いわゆる、心称誠道とはこれである。
ならば則ち祈らなくともただ従って、その神護は知ることは可能である。
ただしかるに、常人の質は皆、天の徳をかくしている。
しかもその初め、ほしいままに純一で赤い願いではできない。
運を祈り、志を継ぎ、神と人の感通を仰ぎ願う。
その玄昌が小原の氏者となったのは、摂州有馬郡小原城主の上野守信利、その後嗣ぎ信忠、私を生んだ母一人で、男子が無く、天正の間、播州三木城主の中川右衛門大夫に従い、高麗で戦死したに到。
故に、母の命にしたがい、玄昌にその氏を継がせたという。
時に承応二（癸巳）年五月日、宮本伊織源貞次、謹白